# Lynn Hilary
Lynn Hilary (* 21. April 1982, Dublin, Irland) ist eine irische Sängerin, Gitarristin und Komponistin. Sie war Mitglied der Gruppe Celtic Woman.

## Karriere
Hilary machte 2005 ihren Abschluss als Bachelor of Music performance am Dublin Institute of Technology (DIT).
Anfangs sang sie klassische Musik, wechselte dann aber zur keltischen Musik, um ihre natürliche Stimmlage auszunutzen. Als Sänger, die ihre Musik beeinflussen, nannte sie Michael Jackson, Joni Mitchell und Karen Carpenter.

## Werdegang
Hilary wurde 2000 Mitglied des irischen Chors Anúna. Sie tourte mit der Gruppe durch die Vereinigten Staaten, Marokko, die Niederlande und Finnland. Sie sang im Chor und als Solistin auf den fünf Alben Invocation (2001), Winter Songs (2001), Behind the Closed Eye (2002), Sensation (2006) und Illumination (2012). Sie sang ebenfalls die Hauptstimme im Cloudsong von Riverdance bei der Eröffnungszeremonie der Special Olympics 2003 in Croke Park, Dublin. Hilary tourte 2006 mit Riverdance als Solistin durch die USA.
2008 veröffentlichte sie ihr Soloalbum Take Me With You.

## Celtic Woman
2007 gab Méav Ní Mhaolchatha bekannt, die Gruppe zu verlassen, um sich auf ihre Solokarriere zu fokussieren. Darauf trat Hilary in die Gruppe ein und startete mit der Tour A New Journey am 10. Oktober 2007 in Estero, Florida.
Sie war das erste neue Mitglied seit der Gründung 2004.
Lynn sang auf den Alben The Greatest Journey, Songs from the Heart, Lullaby, und der japanischen Version von Believe.
Sie ist nur auf einer PBS special/DVD, Celtic Woman: Songs from the Heart welche in Powerscourt House and Gardens im Sommer 2009 aufgenommen wurde, zu sehen.
Sie trat auf den drei Touren A New Journey, Isle of Hope, und Songs from the Heart auf.
Nach der Australien Tour im November 2010 gab Hilary bekannt, dass sie Celtic Woman verlassen und nach Irland zurückkehren würde.
Ihren Platz nahm Lisa Lambe ein.

## Nach Celtic Woman
Im September 2011 wurde Hilary Mitglied des irisch singenden Trios Bluebells, in welchem auch die zwei Anúna-Mitglieder Nicola Lewis und Rebecca Winckworth singen.
Sie sang auch wieder mit Anúna auf dem Soundtrack zu Diablo III sowie als Solistin auf dem 2012 erschienenen CD Illumination.
Laut einem Trailer, der 2012 veröffentlicht wurde, ist Hilary Solistin in der neuen Show The Roots of Ireland. Sie ist jetzt Mitglied der Gruppe The Babylon Sisters, welcher auch Lisa Nolan sowie die frühere Anúna-Sängerin Rebecca Winckworth angehören.
2013 veröffentlichte sie mit Saturn Return ihr zweites Soloalbum seit 2009.

## Diskografie
- Invocation (Anúna, 2002)
- Winter Songs (Anúna, 2002)
- Behind the Closed Eye (Anúna, 2003)
- Riverdance: Music from the Show (10th Anniversary Edition) (2005)
- Sensation (Anúna, 2006)
- Take Me With You (2008)
- Celtic Woman: The Greatest Journey (Oktober 2008)
- Invocations of Ireland (Anúna, 2009). DVD; features on the track The Road of Passage
- Celtic Woman: Songs from the Heart (Januar 2010)
- Celtic Woman: Lullaby (Februar 2011)
- Illumination (Anúna, 2012)